# Orazio De Ferrari

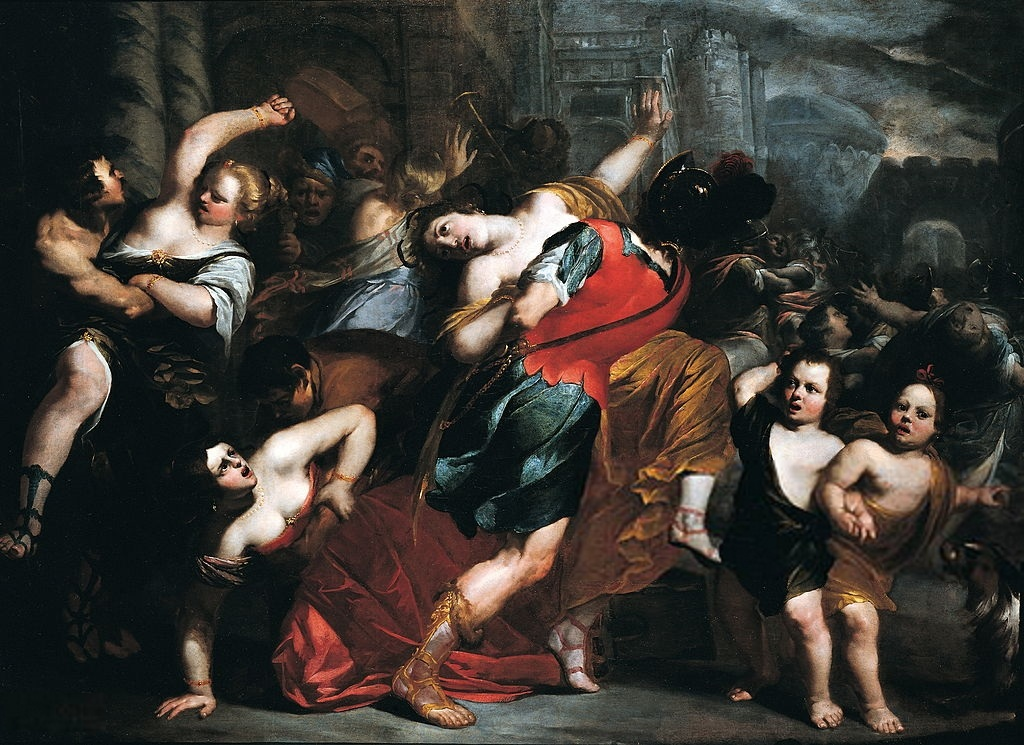
Il ratto delle Sabine - Genova, Galleria Nazionale della Liguria

Orazio De Ferrari (Voltri, 22 agosto 1606 – Genova, settembre 1657) è stato un pittore italiano fra i maggiori esponenti del barocco genovese.

## Biografia
Nacque a Voltri da genitori di umile estrazione, e qui divenne allievo del pittore voltrese Giovanni Andrea Ansaldo, fra i principali esponenti del manierismo genovese. Nonostante il suo cognome, che deriva probabilmente dall'attività di fabbro del nonno, non è imparentato con la famiglia del celebre Gregorio De Ferrari. Le sue prime opere eseguite attorno al 1630 nella bottega dell'Ansaldo, di cui sposò la nipote, sono il Martirio di san Sebastiano  e la Madonna con Bambino, s. Gerolamo e s. Simone Stok  per le chiese del suo paese natale, e le Nozze mistiche di s. Caterina per San Marco al Molo a Genova, ove si nota già come il pittore guardi al colorismo di Rubens.
Nelle opere successive al 1640 (Madonna e il Bambino, s. Pietro, s. Giovanni Evangelista e altri santi della parrocchiale di Loano, Ultima Cena nel refettorio del convento di Nostra Signora del Monte a Genova, Cenacolo della sacrestia di S. Siro) si nota il progressivo superamento del manierismo a favore di una struttura più chiara e di un maggiore naturalismo.
La presenza, nella sua opera, di un acceso naturalismo derivato dal genovese Assereto come anche dalla presenza a Genova di Vouet e di Orazio Gentileschi, contestualmente ad un colorismo ispirato a Rubens e Van Dyck, ha portato il celebre critico Roberto Longhi alla famosa definizione per il De Ferrari di "barocco naturalistico".
Le opere più rappresentative di questo periodo sono la Decollazione del Battista dell'Istituto degli orfani a Genova, la Lavanda dei piedi in San Francesco da Paola, S. Agostino che lava i piedi a Cristo dell'Accademia Ligustica, e le opere per l'oratorio di San Giacomo della Marina, la Vergine del Pilar appare a s. Giacomo e S. Giacomo consacra s. Pietro martire vescovo di Praga firmato e datato "Horat. s. Fer. s. F/1647". La sua produzione di questi anni si concentra infatti nella realizzazione di pale d'altare per edifici religiosi genovesi e liguri, accanto a sporadici casi di soggetti profani per collezionisti privati quali la celebre Favola di Latona,  dipinta nel 1638 per il conte di Monterrey, Viceré di Napoli, e il Ratto delle Sabine della collezione Zerbone, a proposito del quale Piero Donati parla di "capacità  di coniugare splendore materico e rigorosa coerenza spaziale che connoterà  sensibilmente la pittura di Orazio, conferendole un'intima originalità"
Tra il 1651 e il 1652 fu chiamato nel Principato di Monaco dal principe Onorato II per realizzare una serie di affreschi nel Palazzo Grimaldi, quattordici lunette con le Storie di Ercole, e la Storia di Alessandro Magno, con i Segni dello zodiaco nella sala del trono. Il successo di questi ed altri lavori gli varranno la nomina a cavaliere dell’ordine di S. Michele da parte del principe nel 1652, titolo che riporterà spesso accanto alla sua firma, ad esempio sul Presepe dell’Albergo dei Poveri e sul Transito di San Giuseppe di Sestri Levante. Tutti perduti sono invece i numerosi affreschi realizzati nelle chiese di Genova.

Morì di peste con tutta la famiglia nel settembre del 1657 a Genova, mentre stava dipingendo il ciclo di tele del Santo Volto in San Bartolomeo degli Armeni. Nello stesso anno morì anche a poco più di vent'anni il figlio Giovanni Andrea, già precoce talentuoso pittore, secondo il Soprani, autore a dodici anni del ritratto di Agostino Paoletti della Biblioteca Aprosiana di Ventimiglia (da non confondersi con il più anziano e celebre Giovanni Andrea  De Ferrari).

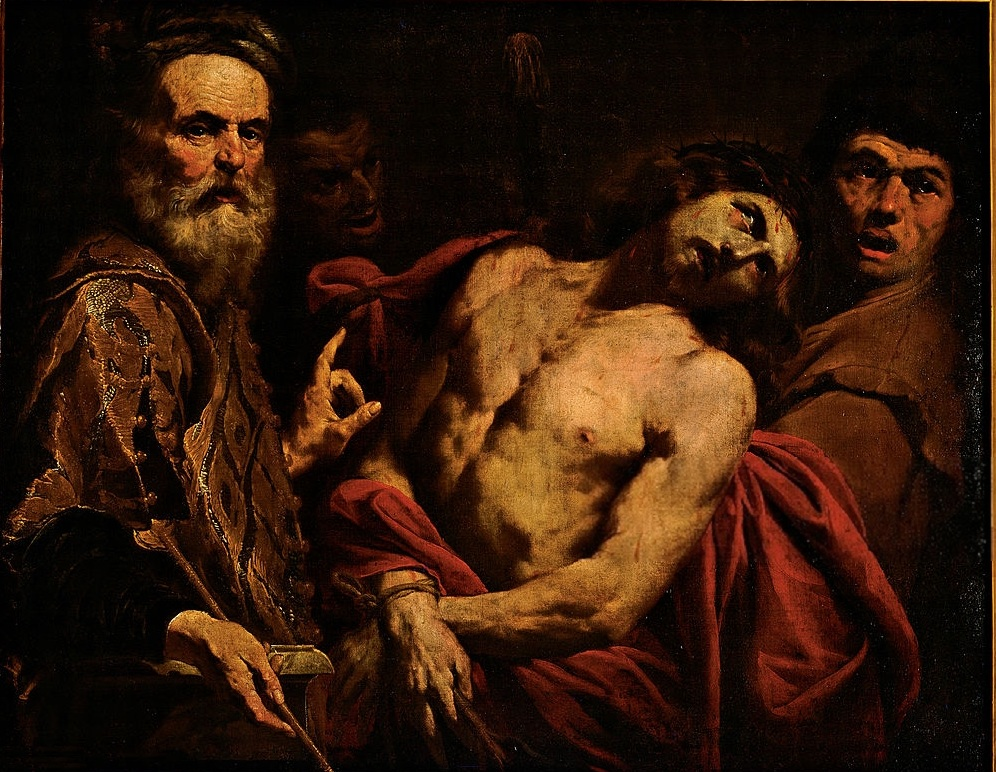
Ecce Homo, Pinacoteca di Brera, Milano
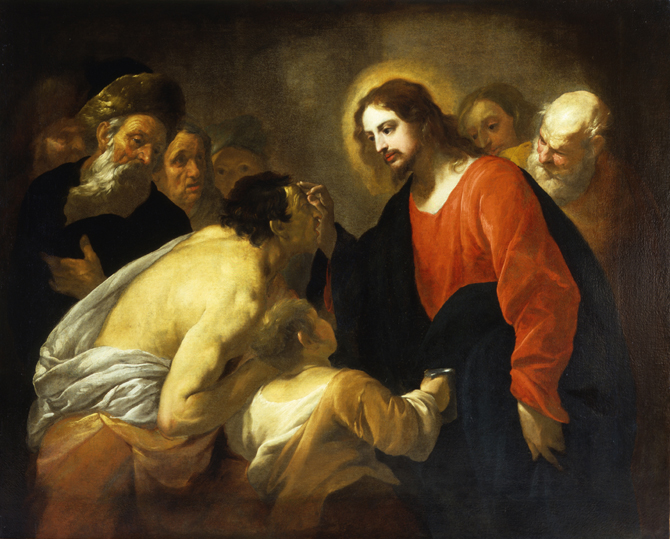
Guarigione del cieco nato , Collezione D'Arte Della Banca Carige
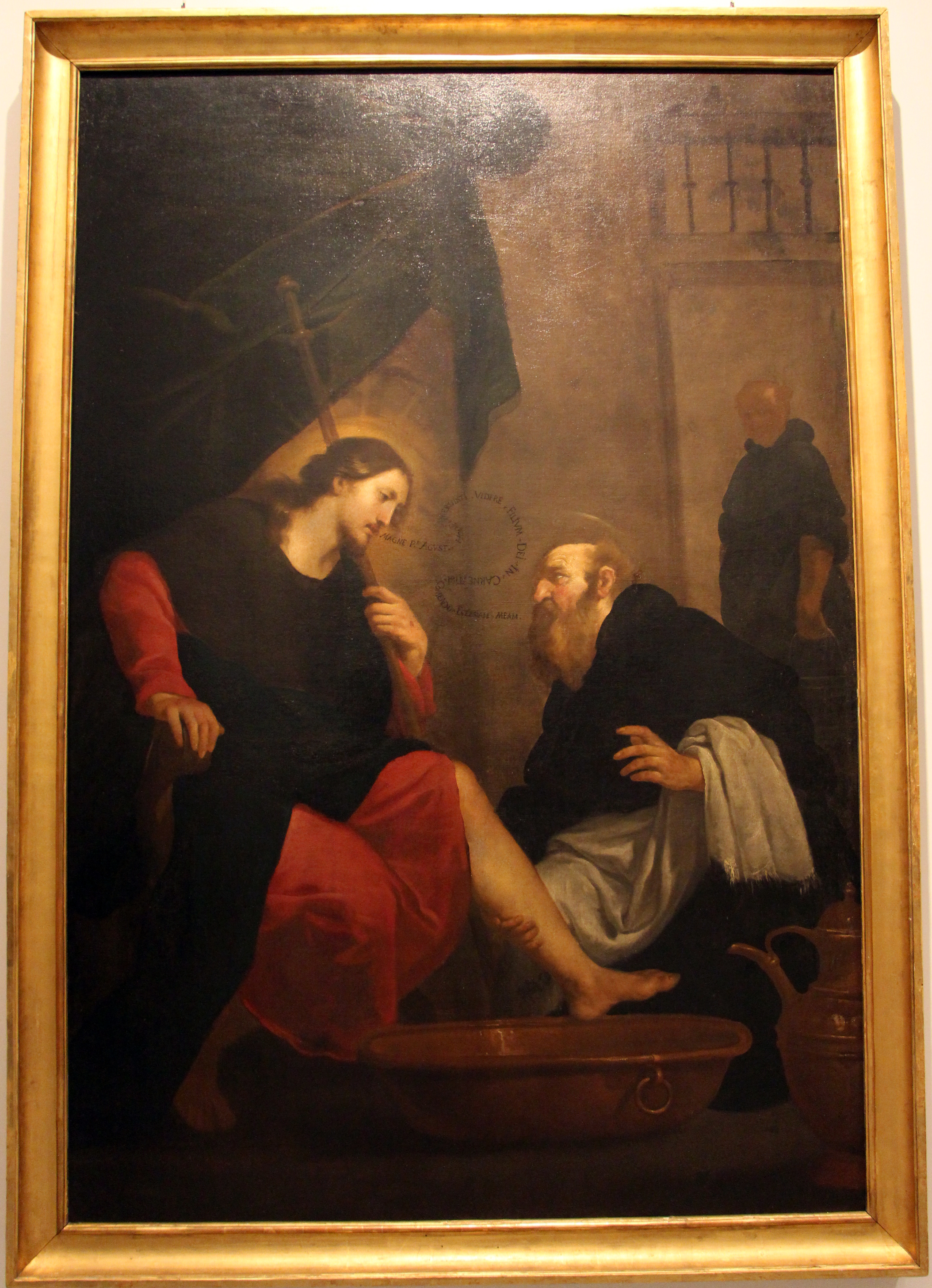
Agostino che lava i piedi a Cristo, Accademia ligustica
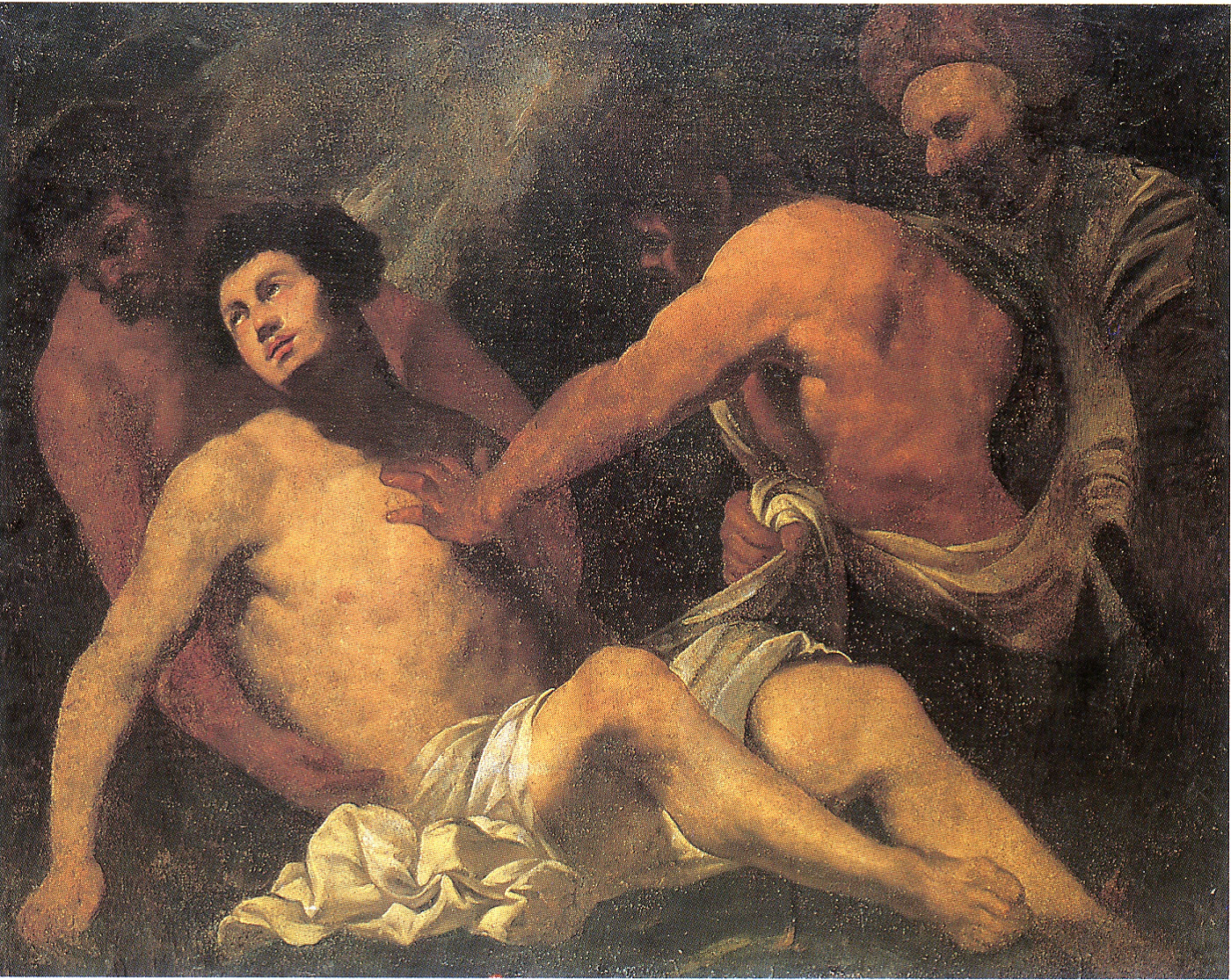
Martirio di San Lorenzo, Cagliari, Pinacoteca Nazionale
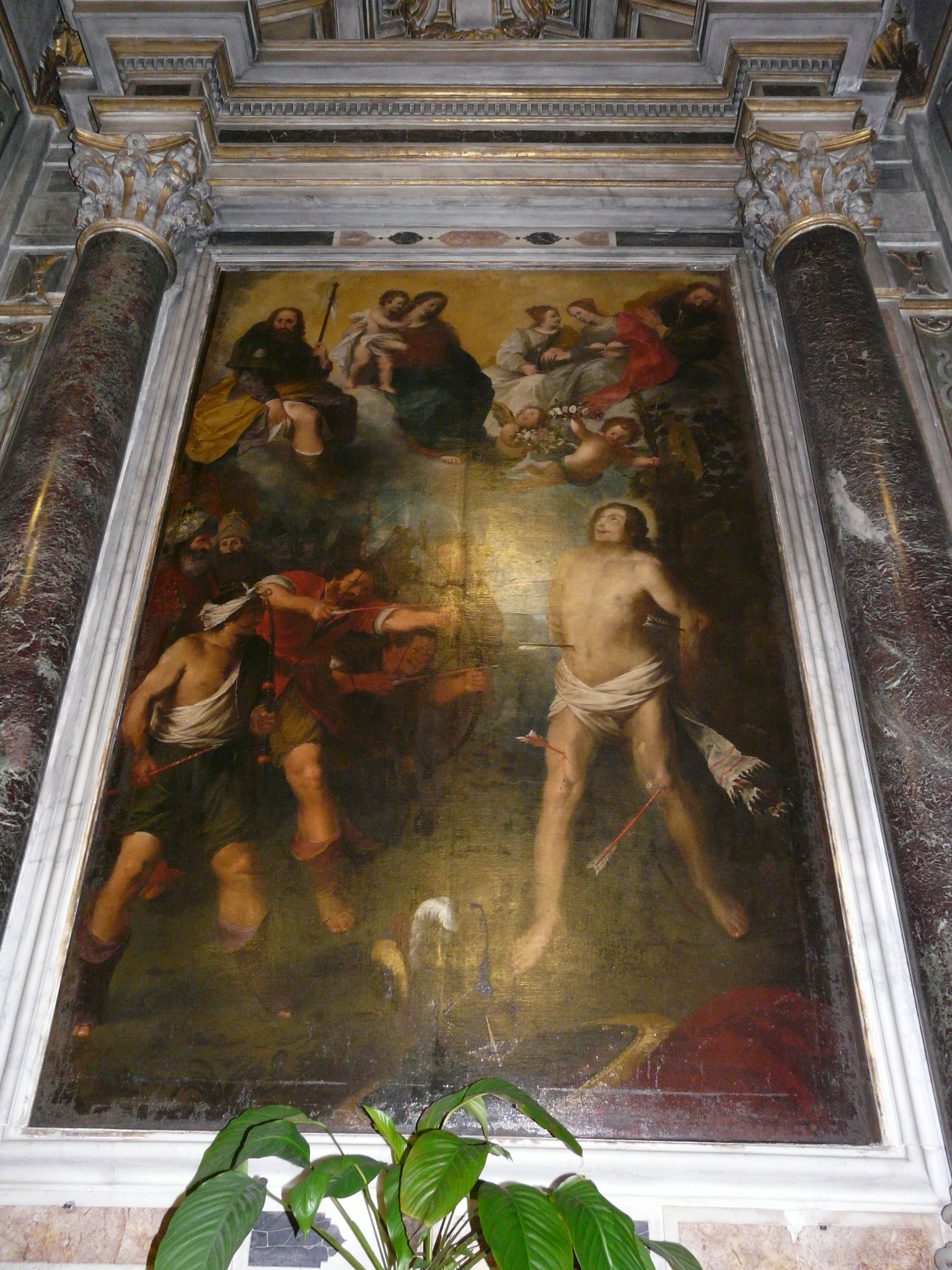
Il Martirio di San Sebastiano, Madonna con Bambino e i santi Rocco, Apolonnia, Agata e Cristoforo all'interno della chiesa dei Santi Nicolò ed Erasmo di Voltri.

## Opere
- Decollazione del Battista, Chiesa di San Giovanni Decollato, Montoggio.
- Martirio di San Sebastiano, olio su tela, Chiesa dei Santi Nicolò ed Erasmo, Voltri
- Madonna con Bambino, s. Gerolamo e s. Simone Stock, Chiesa di Sant'Ambrogio, Voltri
- Nozze mistiche di s. Caterina, Chiesa di San Marco al Molo, Genova
- Adorazione dei pastori e l'Adorazione dei magi, Chiesa dei Santi Vittore e Carlo a Genova
- Madonna col Bambino e Santi, Cattedrale di San Michele Arcangelo, Albenga.
- Madonna con i Santi Cosma e Damiano, 1639, Chiesa di Santa Maria in Fontibus, Albenga.
- La cattura di Sansone, Pinacoteca civica, Ascoli Piceno.
- L'incredulità di san Tommaso, Chiesa di San Martino, Borgio Verezzi.
- San Giacomo consacra San Pietro martire Vescovo di Praga, Oratorio di San Giacomo della Marina, Genova.
- Vergine Maria e Santi, Chiesa di San Bartolomeo, Zuccarello.
- La lavanda dei piedi, Santuario di San Francesco da Paola, Genova.
- Sacrificio di Isacco nel palazzo vescovile di Udine
- Martirio di San Sebastiano, olio su tela, Collezione Privata, Venezia.
- Cristo e l'adultera, olio su tela, 147x186, Palazzo Bianco, Genova.[7]
- Guarigione del cieco nato, olio su tela, 148x187 Palazzo Bianco, Genova.[7]
- Cristo guarisce il cieco nato, Quadreria della Cassa di risparmio di Genova e Imperia
- Martirio di San Giovanni Battista, olio su tela, 211,5x161,5, Palazzo Bianco, Genova.[7]
- San Francesco e l'angelo, Palazzo Rosso, Genova
- Ecce Homo, Chiesa Nostra Signora della Neve, Bolzaneto
- Ecce Homo, Galleria Nazionale d'Arte Antica di Palazzo Corsini, Roma
- Ecce Homo, Pinacoteca di Brera, Milano
- Ecce Homo, Palazzo Torriglia, Chiavari
- Ecce Homo, 1657, collezione Banca CARIGE, Genova
- Cristo alla colonna, Pinacoteca di Savona
- Martirio di s. Lorenzo, Museo nazionale di Cagliari
- Martirio di San Lorenzo, olio su tela, Chiesa di San Lorenzo in Chiale, Voltri
- Sacrificio di Isacco, Pinacoteca di Savona
- Natività, Basilica di San Michele Arcangelo, Mentone
- Cristo in Croce, Basilica di San Michele Arcangelo, Mentone
- Adorazione dei pastori con s. Francesco dell'Albergo dei poveri a Genova, firmata e datata "Il Cavall. Orat. De Ferrari F. 1653"
- Transito di s. Giuseppe, Basilica di Santa Maria di Nazareth di Sestri Levante firmato e datato: "Oratius De Ferr.i 1654".
- Anania tenta invano di dipingere il ritratto di Cristo ordinatogli da re Abgar; Anania riceve da Cristo il velo con la sua vera immagine; Anania vede in sogno il Volto Santo circonfuso di fuoco; Anania presenta il Volto Santo da lui dipinto al re Abgar, Chiesa di San Bartolomeo degli Armeni
- Cenacolo, refettorio del convento di N.S. del Monte a Genova, firmata e datata "Horat. De Ferr. 1641".

### Affreschi
- Storie di Ercole, Storia di Alessandro Magno, Segni dello zodiaco affreschi in Palazzo Grimaldi a Monaco
- Affreschi nel coro della chiesa di S. Vito, distrutta
- Affreschi della chiesa di S. Andrea, distrutta
- Affreschi della cappella Lercari alla Consolazione, distrutta
- Affreschi e tele nella cappella di S. Andrea Avellino in S. Siro
- Affreschi nel coro della Chiesa di S. Vittore, distrutta